# Octinodes granti
Octinodes granti là một loài bọ cánh cứng trong họ Cebrionidae. Loài này được Schaeffer miêu tả khoa học năm 1916.